# Alexander Harkavy

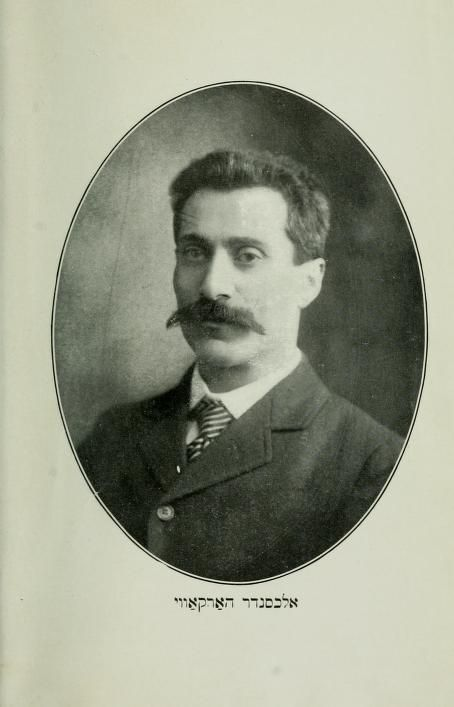
Alexander Harkavy

Alexander Harkavy (jiddisch אַלכּסנדר האַרקאַווי oder אַלעקסאַנדר האַרקאַווי, belarussisch Аляксандр Гаркавы oder Аляксандар Гаркаві, russisch Александр Гаркави) (geboren 5. Mai 1863 in Nawahrudak (jiddisch: נאַוואַרעדאָק, belarussisch: Навагрудак oder Наваградак; im heutigen Belarus); gestorben 2. November 1939 in New York) war ein jiddischer Schriftsteller, Lexikograph und Linguist, der sich insbesondere nach seiner Emigration in die USA um die Erforschung und Pflege der jiddischen Sprache am YIVO verdient gemacht hat.

## Leben
Nach den antisemitischen Pogromen von 1880 schloss sich Harkavy der jüdischen Bewegung Am Olam (»Ewiges Volk«) an, deren Zielsetzung die Bildung von landwirtschaftlichen Kommunen war. Statt sich nach Palästina zu orientieren, wie die BILU (Beir Ya'ako Leku Ve-neklja, »Lass das Haus von Jakob gehen«) dies tat, orientierte sich Am Olam nach Nordamerika. Harkavy emigrierte deshalb 1882 in die USA, fand jedoch keinen Anschluss an eine erfolgreiche Am-Olam-Kommune. Stattdessen begab er sich auf seine Wanderjahre, die ihn 1885 nach Paris, 1886 nach New York, 1887 nach Montreal, 1889 nach Baltimore und 1890 wieder nach New York führten. In diesen Jahren studierte und lehrte er und publizierte seine ersten journalistischen und wissenschaftlichen Arbeiten.
In Montreal gelang es ihm, eine Gruppe von Freunden des Hebräischen und von der Bewegung Hovevei Tsion (»Lovers of Zion«) um sich zu scharen. Sie gründeten gemeinsam eine Ortsgruppe, deren Leitung Harvaky übernahm. Ihm gelang es auch eine neue Zeitschrift, die erste jiddische in Kanada, herauszugeben: Di Tsayt. Ferner schrieb er die erste Geschichte der Juden in Kanada. Zurück in den USA beteiligte er sich bei den Aktivitäten der anarchistischen Gruppe Pionire der Frayhayt (»Pioniere der Freiheit«). In Baltimore gab er 1890 die Zeitschrift Der Idisher Progres (»Der jüdische Fortschritt«) heraus.
Zwischen 1897 und 1898 edierte er das nicht organisationsgebundene radikale Magazin Der Nayer Gayst (»Der neue Geist«), das erste ästhetische Journal der amerikanischen Linken.
Nachhaltige Bedeutung hat Harkavy mit seiner lexikographischen Arbeit erreicht. Sein erstes englisch-jiddisches Wörterbuch erschien 1891, sein zweites 1898, und sein bis heute für die Lektüre älterer jiddischer Texte unerlässliches Jiddisch-Englisch-Hebräisches Wörterbuch kam 1928 in vierter überarbeiteter Auflage heraus (unveränderter Nachdruck 1988). 1894 publizierte er überdies eine englische Grammatik auf Hebräisch, und 1897/1898 übersetzte er Cervantes Roman Don Quijote ins Jiddische.